# Stiftung Liebenau

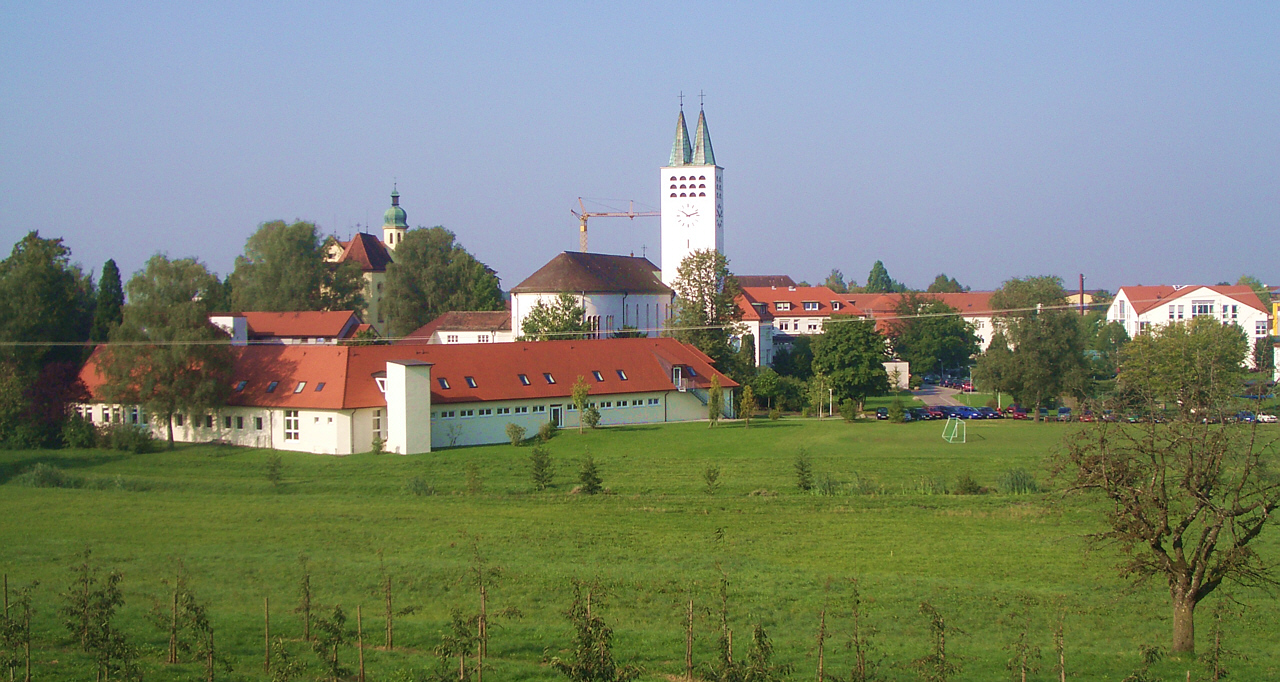
Hauptsitz der Stiftung in Meckenbeuren-Liebenau

Die Stiftung Liebenau mit Sitz im Meckenbeurer Ortsteil Liebenau ist ein aus christlicher Motivation heraus entstandenes, unabhängiges Sozial-, Gesundheits- und Bildungsunternehmen, das 1870 seine Arbeit aufnahm. Sie ist in Deutschland, Österreich, Italien, der Schweiz, Bulgarien und der Slowakei tätig. Insgesamt arbeiten 8160 Mitarbeiterinnen und Mitarbeiter in den Einrichtungen des Verbunds der Stiftung Liebenau, die jährlich mehrere tausend Menschen unterstützen, begleiten oder behandeln.

## Aufgabe
Laut § 1 ihrer Satzung ist die Stiftung Liebenau eine „kirchliche Stiftung des privaten Rechts auf katholisch-kirchlicher Grundlage“. Entsprechend ihrem Stiftungszweck bietet sie vielfältige Einrichtungen, Dienste und gemeinwesenorientierte Angebote in der Altenhilfe  und der Hilfe für Menschen mit Behinderung (Behindertenhilfe), im Gesundheitswesen, im Bildungsbereich und in der Kinder- und Jugendhilfe.

## Geschichte

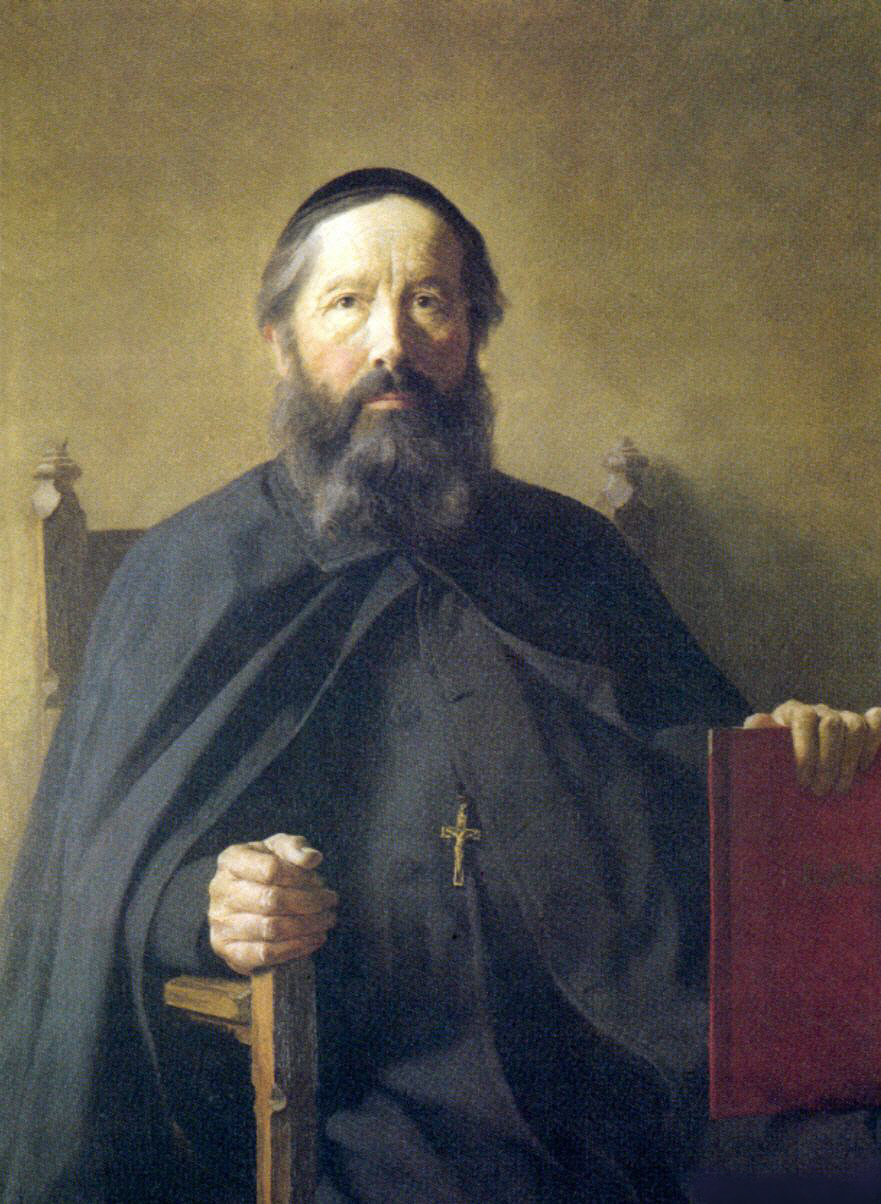
Adolf Aich († 1909); Gemälde von Gerhard Fugel (1863–1939) im Schloss Liebenau

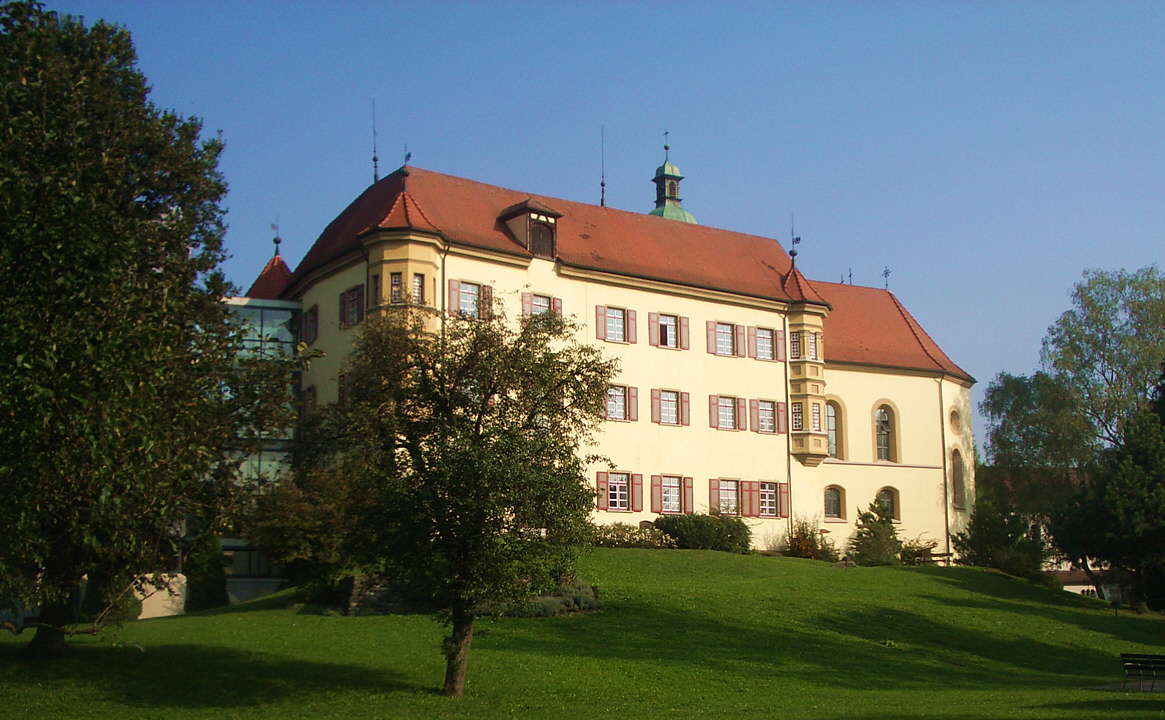
Schloss in Liebenau

Die Initiative zur Gründung der Stiftung Liebenau geht auf den Tettnanger Kaplan Adolf Aich zurück, der 1870 das Schloss Liebenau kaufte und zusammen mit 13 Tettnanger Bürgern, unter denen sich auch der angesehene Kaufmann Caspar Bueble befand, eine „Pfleg- und Bewahranstalt“ gründete. Sie sollte eine „Zufluchtsstätte“ für Menschen mit unheilbaren Krankheiten und Behinderungen werden. In den Anfangsjahren arbeitete der Kaplan dort mit sechs barmherzigen Schwestern (heute: Franziskanerinnen von Reute, die bis 1975 in Liebenau wirkten). 1895 wurde die Anstalt um ein neu erbautes Haus, das St. Josefs-Haus, erweitert. Somit konnten Ende des 19. Jahrhunderts bereits über 400 Menschen betreut werden. Die Inflation nach dem Ende des Ersten Weltkriegs zwang die Anstalt fast dazu, zu schließen. Im Jahr 1925 entstand der zweite große Wohnbereich für Menschen mit geistiger Behinderung in Rosenharz bei Bodnegg. Zwei Jahre später wurde ein weiteres Haus im nahegelegenen Hegenberg gekauft.

### Zeit des Nationalsozialismus
Ab Juli 1940 wurden 501 Bewohner der Anstalt im Laufe der NS-Krankenmorde in der Tötungsanstalt Grafeneck und der Tötungsanstalt Hadamar ermordet. Der Anstaltsleitung gelang es, einige Personen zu retten, indem sie als landwirtschaftliche und hauswirtschaftliche Hilfskräfte eingestellt wurden. Wenige Bewohner konnten zu ihrer Familie entlassen werden. Lebten vor der Aktion T4 noch über 1000 Menschen in der Stiftung Liebenau, waren es danach nur noch etwas mehr als 500.
Einige Gebäude der Anstalt wurden danach als Lazarett der Wehrmacht genutzt. Ende 1940 wurden leergeräumte Gebäude der Stiftung Liebenau umzäunt und als Internierungslager für weibliche Zivilgefangene und Kinder genutzt. Es handelte sich dabei um Ausländerinnen aus „Feindländern“ oder Personen aus besetzten Ländern, die eine doppelte Staatsangehörigkeit besaßen: Sie alle waren für einen Zivilgefangenenaustausch vorgesehen. Darunter waren auch Frauen mit jüdischer Abstammung, so genannte Austauschjuden. Liebenau blieb auch nach der Gründung des Aufenthaltslagers Bergen-Belsen Internierungslager für weibliche Austauschhäftlinge, wenn deren ausländische Staatsangehörigkeit außer Zweifel stand. Bezeugt sind Austauschaktionen mit Personen aus Liebenau mindestens für 1942 bis 1945.
Vorbereitet wurden die Austauschaktionen von der Rechtsabteilung und der Politischen Abteilung des Auswärtigen Amtes, dem Reichssicherheitshauptamt Referat II B 4 (später IV F 4) Ausländerpolizei und Grenzsicherung und dem Eichmannreferat. Die Wachmannschaft bestand aus einer Handvoll Männer, die einem Regierungsinspektor aus dem württembergischen Innenministerium unterstanden. Die Versorgung war vergleichsweise gut, da die meisten Inhaftierten regelmäßig Pakete des Internationalen Roten Kreuzes erhielten.

### Neubeginn nach dem Zweiten Weltkrieg
Nach dem Zweiten Weltkrieg wurde die karitative Stiftungsarbeit wieder in vollem Umfang weitergeführt. 1952 wurde die Don-Bosco-Schule (Sonderpädagogisches Bildungs- und Beratungszentrum) erbaut und Ende der 1960er Jahre entstanden die Werkstätten für Menschen mit Behinderung. Die Einrichtung wurde 1970 von „Heil- und Pflegeanstalt Liebenau“ in Stiftung Liebenau umbenannt.
Professionalisierung und neue Fachlichkeit
1971 gründete die Stiftung Liebenau zusammen mit der Stiftung Kloster Hegne, der deutschen Provinz der Kongregation der Franziskanerinnen von Sießen und der Stiftung St. Elisabeth das Institut für soziale Berufe in Ravensburg. Ein Jahr später wurde ein Kinder- und Jugenddorf in Hegenberg eröffnet. Aus der Krankenabteilung im Liebenauer Schloss wurde 1973 ein Fachkrankenhaus, die heutige St.-Lukas-Klinik. 1980 eröffnete in Ravensburg das Berufsbildungswerk Adolf Aich, eine Einrichtung zur beruflichen und sozialen Rehabilitation von Jugendlichen mit Lernbehinderungen und eigener Sonderberufsschule. Seit 1990 ist die Stiftung Liebenau auch in der Altenhilfe tätig. Um für Menschen mit und ohne Behinderung Arbeitsplätze zu schaffen und dauerhaft zu sichern, gründete die Stiftung Liebenau in den darauffolgenden Jahren und Jahrzehnten mehrere gewerbliche Tochtergesellschaften und Stiftungsbetriebe. Diese bieten unterschiedlichste Dienstleistungen und Produkte an: u. a. Catering, Textil- und Gebäudeservice, Garten- und Landschaftsbau, Forst- und Landwirtschaft. 1991 begann die Stiftung Liebenau damit eigene Fort- und Weiterbildungen zu entwickeln. Daraus ist die Akademie Schloss Liebenau entstanden, die heute jährlich rund 2570 Mitarbeitende in sozialen Berufen weiterqualifiziert.

### Schritt ins europäische Ausland und Weiterentwicklung der Angebote
Seit Ende der 1990er Jahre engagiert sich die Stiftung Liebenau auch außerhalb Deutschlands und ist heute in sechs mittel- und südeuropäischen Ländern mit ihren Angeboten aktiv. Die Jahre seit der Jahrtausendwende sind geprägt von einem Wachstum und einer Ausdifferenzierung in den meisten Tätigkeitsfeldern. Vor allem in den Hilfen für Menschen mit Behinderungen spielt die Dezentralisierung von Wohn- und Arbeitsangeboten eine große Rolle. Zahlreiche gemeindeintegrierte Wohnhäuser entstehen und ermöglichen ihren Bewohnerinnen und Bewohnern gesellschaftliche Teilhabe. Zudem wurde das Liebenauer Netzwerk Familie mit mehr als 60 Diensten, Hilfen und Angeboten, die sich an Familien mit Kindern im Vorschul- und Schulalter richten, aufgebaut. Neben ihren Tätigkeiten nimmt die Stiftung Liebenau auf nationaler und europäischer Ebene ihre gesellschaftliche Verantwortung wahr. Als Mitglied des Brüsseler Kreises, einem Verein aus 13 gemeinnützigen sozial- und gesundheitswirtschaftlichen Unternehmen und des Netzwerk: Soziales neu gestalten (SONG) wirkt sie aktiv an der Gestaltung politischer Rahmenbedingungen im Sozialbereich mit und fordert gesellschaftliche Solidarität mit ihren Zielgruppen ein. Die Stiftung Liebenau ist darüber hinaus Mitglied im Verein Netzwerk Leichte Sprache und unterhält eine ausgebildete Prüfergruppe für Leichte Sprache, die die Inhalte von Texten nach ihrer Verständlichkeit überprüft und nach den Regeln der Leichten Sprache übersetzt. Publikationen der Stiftung erscheinen zum Teil in Leichter Sprache.

## Tätigkeitsfelder
Die Stiftung Liebenau ist ein Sozial-, Bildungs- und Gesundheitsunternehmen mit hoher Fachlichkeit, nachhaltiger Wirtschaftlichkeit auf kirchlich-katholischer Grundlage. Sie kooperiert mit Partnern im In- und Ausland und tritt für gesellschaftliche Solidarität mit ihren Zielgruppen ein. Sie arbeitet partnerschaftlich, ermöglicht Teilhabe, stärkt Selbsthilfe und knüpft Hilfenetzwerke.
Die Stiftung Liebenau hat Wohn- und Pflegeangebote für ältere und hochbetagte Menschen. Ziel ist das selbstbestimmte Leben durch ambulante, stationäre und bürgerschaftliche Hilfen. Mit ihren 30 Lebensräumen für Jung und Alt ermöglicht die Stiftung Liebenau eine Vernetzung zwischen denjenigen, die Unterstützung benötigen und jenen, die nachbarschaftliche, ehrenamtliche oder professionell organisierte Versorgungs- und Dienstleistungen anbieten. Menschen in jeder Lebenslage können so aktiv am Sozialraum teilhaben. Die Stiftung Liebenau begleitet und unterstützt Menschen mit Behinderungen mit diversen Wohn- und Arbeitsangeboten und hilft ihnen bei individuellen Teilhabe. Menschen mit geistiger und körperlicher Behinderung werden in einem Fachkrankenhaus, einer psychiatrischen Tagesklinik sowie in Ambulanzen medizinisch und therapeutisch versorgt. Die Stiftung Liebenau betreibt Schulen für Kinder mit Behinderungen, bildet Jugendliche mit Förderbedarf aus und hilft beim Start oder beim Wiedereinstieg in den Arbeitsmarkt. Familien von Kindern mit schwerer Krankheit und Behinderungen werden durch begleitende Maßnahmen unterstützt und vor Überlastung geschützt. In den Dienstleistungs- und Stiftungsbetrieben der Stiftung Liebenau arbeiten Menschen mit und ohne Unterstützungsbedarf. Privatkunden, Unternehmen oder Kommunen sind ihre Kunden.

## Organisation

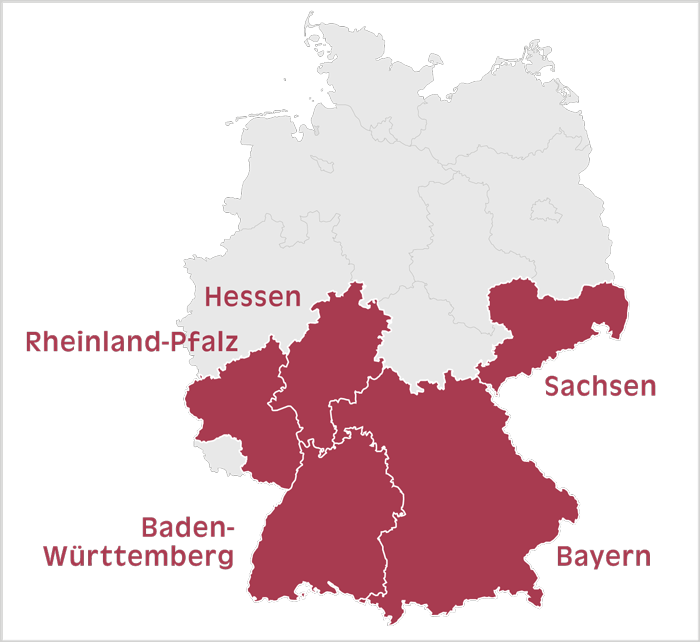
Standorte der Stiftung Liebenau in Deutschland

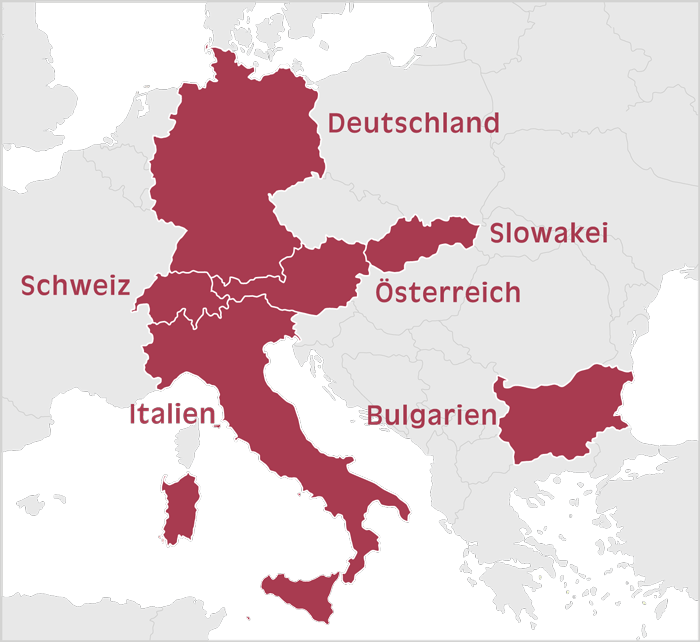
Standorte der Stiftung Liebenau in Europa

Die Stiftung Liebenau ist seit 1996 als Holding mit inzwischen 21 Tochtergesellschaften und 18 Beteiligungsunternehmen sowie sechs zugeordnete Rechtsträger in Deutschland, Österreich, Italien, der Schweiz, Bulgarien und der Slowakei organisiert.

## Ehemalige Vorstände der Stiftung Liebenau
- 1910–1953: Josef Wilhelm[8][9] (1875–1953), kath. Priester und Theologe
- 1953–1967: Max Gutknecht (1901–1967), kath. Priester und Theologe
- 1968–1996: Monsignore Norbert Huber[10] (* 1926), kath. Priester, Theologe und Diplom-Psychologe
- 1992–2002: Helmut Staiber (1941–2014)
- 1996–2008: Pfarrer Dieter Worrings (* 1938), kath. Priester und Theologe
- 2011–2024: Prälat Michael H. F. Brock (* 1961), kath. Priester und Theologe